# Американська трагедія
«Американська трагедія» — роман американського письменника Теодора Драйзера, опублікований 17 листопада 1925 року.
Номер 80 у Рейтингу 100 найкращих книг усіх часів журналу Ньюсвік.
Сюжет оснований на випадку вбивства в 1906 році Честером Джилетом своєї дівчини Грейс Браун. Після виходу роман мав великий успіх у читачів. Видавець роману Хорес Ліврайт виступив продюсером театральної версії роману в 1926 році.

## Сюжет
Клайд Гріфітс — син вуличних проповідників, які суворо виховують дітей в релігійній вірі. Він влаштовується на роботу кур'єром в готель, де бачить зовсім інший світ — світ грошей і розкоші. Нові друзі залучають його до алкоголю і відвідин повій.
Повертаючись з прогулянки, водій автомобілю, в якому їхав Клайд зі своїми друзями, збиває дитину. Клайд змушений переховуватися від поліції. В Чикаго він зустрічається з дядьком — власником фабрики, який давно не підтримує зв'язок з сім'єю Клайда. Сем'юел Гріфітс пропонує небіжу невисоку посаду на фабриці. Клайд переїжджає до міста Лікург в штаті Нью-Йорк, де живе його дядько. Працюючи на фабриці, Клайд стає керівником цеху, в якому працюють молоді дівчата. Там він зустрічає працівницю Роберту Олден і в них зав'язуєтьєся роман.
Випадок зводить його з 17-річною Сондрою Фінчлі — донькою іншого місцевого фабриканта, який займає високе положення в суспільстві. Сондра вводить його в коло місцевої «золотої молоді». Її захоплення стає справжнім почуттям, і Сондра починає думати про весілля, незважаючи на різницю у соціальному статусі.
Несподівано Роберта Олден каже про свою вагітність, Клайд намагається вмовити її зробити підпільний аборт. Натомість лікарі, до яких вона звертається, відмовляють. Роберта вимагає у нерішучого Клайда обіцянки одружитися з нею. Між тим Клайда добре приймають у вищому суспільстві Лікурга, і Сондра переконана в рішенні пов'язати з ним своє життя. Вона розраховує, що її батько дасть Клайду місце на підприємстві. Таким чином, її майбутній чоловік стане повноправним членом вищого товариства.
На очі Клайду потрапляє замітка в газеті, де говориться про трагічну загибель чоловіка і жінки, що каталися на човні. Клайду спадає на думку ідея, як позбутися неприємностей, пов'язаних з вагітністю Роберти. В стані безвиході Клайд вирішує вбити Роберту. Він запрошує її покататися на човні, але у вирішальний момент не знаходить в собі сили здійснити задумане. Але в останній момент, коли Роберта хоче доторкнутися до Клайда, він рефлекторно відштовхує її і несподівано вдаряє фотоапаратом. Човен перевертається, і обоє падають у воду. Вже підпливаючи до берега, Клайд чує крики Роберти про допомогу, але вирішує не допомагати їй. Після її смерті поліція виходить на слід Клайда і звинувачує його в добре спланованому свідомому вбивстві. Суд присяжних визнає його винним, і Клайда засуджують до страти.
Решту життя Клайд проводить у тюрмі, спостерігаючи, як інші ув'язнені проходять свій останній шлях по коридору «дому смерті». В кінці він сповідається і визнає свою провину. Його страчують на електричному стільці.

## Екранізації і адаптації
Кінокомпанія «Paramount Pictures» купила за 100 тисяч доларів у Драйзера права на екранізацію і замовила сценарій Сергію Ейзенштейну. Однак згодом студія відмовилась від сценарію Ейзенштейна. Причиною стала розгорнута в Голівуді антирадянська кампанія проти режисера. Голова організації «Hollywood Technical Director's Institute» Френк Піс (Frank Pease) розцінив підписання контракту як можливість ведення комуністичної пропаганди в США. Новий сценарій написав американський автор Семюел Хофенштайн, фільм поставив режисер Йозеф фон Штернберг. Після виходу картини в 1931 році (див. Американська трагедія (фільм, 1931)) Драйзер, якому подобався початковий варіант Ейзенштейна, безуспішно подавав позов проти «Paramount Pictures». На його думку кіностудія викривила зміст роману.
В 1951 році режисером Джорджем Стівенсом було знято фільм «Місце під сонцем» (A Place in the Sun). Роль Клайда Гріфітса (у фільмі героя звати Джордж Істмен) зіграв Монтгомері Кліфт, Сондри Фінчлі (у фільмі Анжела Вікерс) — Елізабет Тейлор. Фільм отримав 6 премій «Оскар», премію «Золотий глобус», декілька інших національних кінонагород.
В 1981 році Литовська кіностудія поставила 4-х серійний телефільм за романом. У ролях знялися Регімантас Адомайтіс, Гедімінас Сторпірштіс, Ганна Алексахіна.
У 2005 році вийшов фільм Вуді Аллена «Матч-поінт», сюжет якого нагадує сюжет «Американської трагедії», хоча сам режисер відкидав це.
У 2008 році на екрани вийшов російський телесеріал Леоніда Мазора "Життя, якого не було" за мотивами "Американської трагедії". Дію в ньому перенесено до сучасної Росії. А головний герой, подібно до Клайда, намагається вирватися з бідності до світу багатих.

## Переклади українською
- Теодор Драйзер. Американська трагедія.  Пер. з англ. Буше Іван, Смілянський Леонід, Ященко Леопольд. Київ: Радянський письменник, 1955. 666 с.